# Тракторный (Алтайский край)
Тракторный — станция (населенный пункт) в Рубцовском районе Алтайского края. Входит в состав Безрукавского сельсовета.

## История
Основан в 1958 г под названием разъезд 500 км.

## Галерея

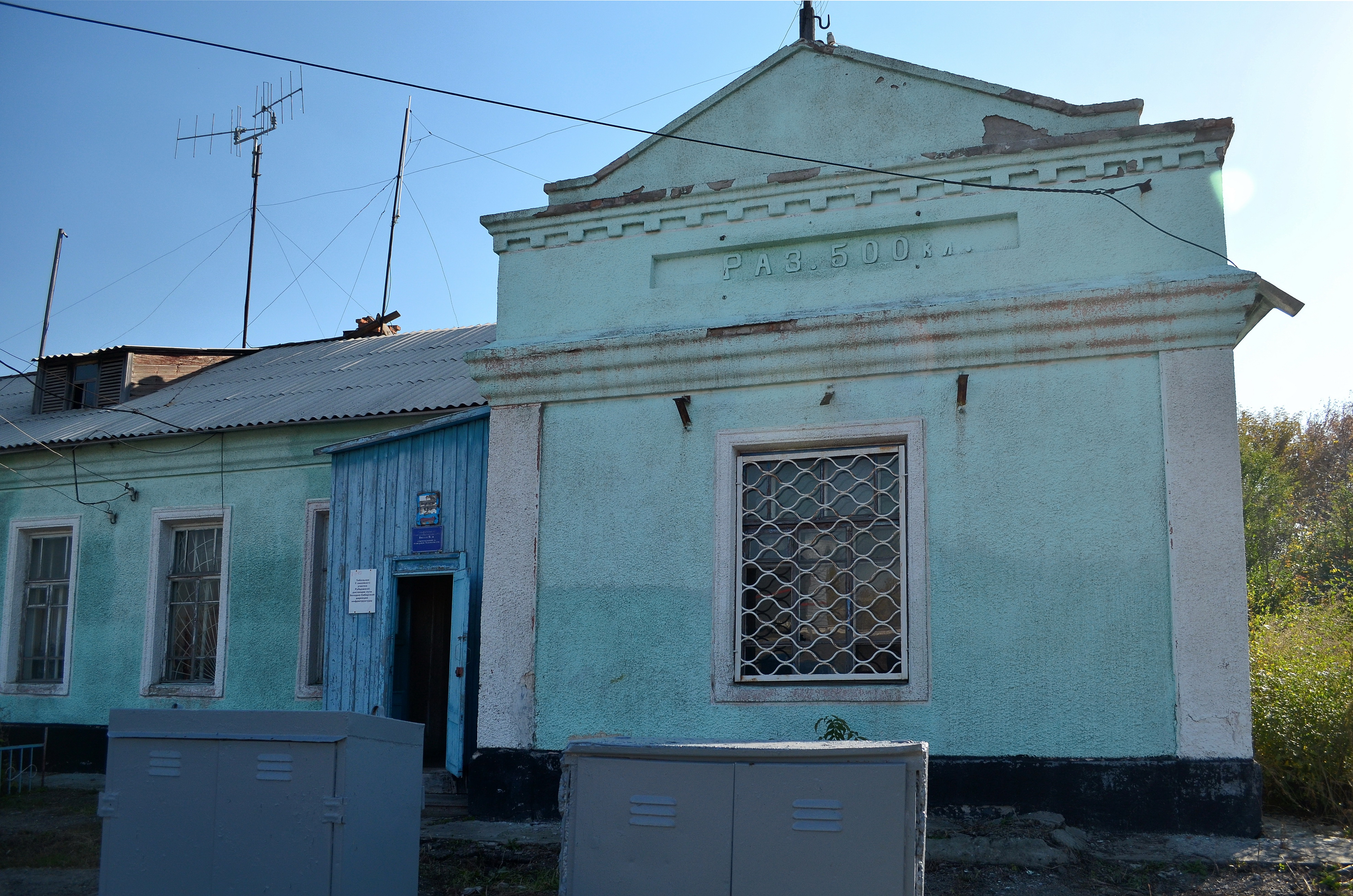
Здание бывшего вокзала

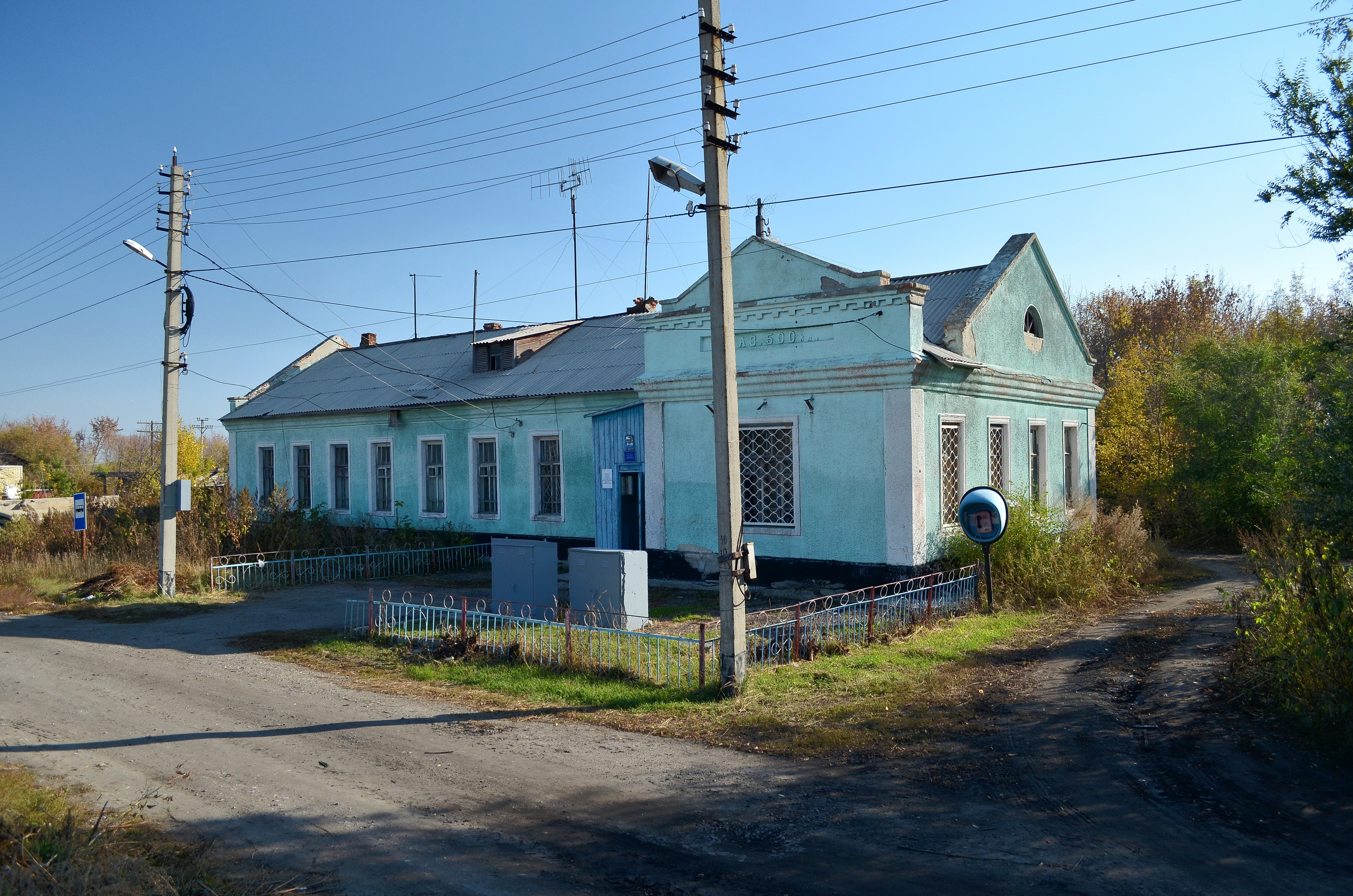
Здание бывшего вокзала

## Население
| 1997 | 1998 | 1999 | 2000 | 2001 | 2002 |
| ---- | ---- | ---- | ---- | ---- | ---- |
| 95   | ↘90  | →90  | ↘82  | →82  | ↘74  |
| 2003 | 2004 | 2005 | 2006 | 2007 | 2008 |
| →74  | ↗78  | ↗83  | ↗97  | ↗101 | ↘100 |
| 2009 | 2010 | 2011 | 2012 | 2013 |      |
| ↗108 | ↘91  | ↘90  | ↘87  | ↘86  |      |